# Kliff Kingsbury
Kliff Timothy Kingsbury (San Antonio, 9 agosto 1979) è un ex giocatore di football americano e allenatore di football americano statunitense che svolge il ruolo di coordinatore offensivo per i Washington Commanders della National Football League (NFL).

## Carriera da giocatore
Kingsbury fu scelto nel corso del sesto giro (201º assoluto) del Draft NFL 2003 dai New England Patriots. L'unico scampolo di partita che giocò in carriera nella NFL fu con la maglia dei New York Jets nel 2005 passando 17 yard. Chiuse la carriera giocando nella Canadian Football League.

## Carriera da allenatore
Kingsbury dal 2013 al 2018 fu il capo-allenatore della sua alma mater, i Texas Tech Red Raiders, della NCAA. L'8 gennaio 2019 fu assunto come capo-allenatore degli Arizona Cardinals.

## Record come capo-allenatore
| Squadra | Anno   | Stagione regolare | Stagione regolare | Stagione regolare | Stagione regolare | Stagione regolare | Playoff | Playoff | Playoff                                              |
| Squadra | Anno   | Vinte             | Perse             | Pari              | %                 | Posizione         | Vinte   | Perse   | Risultato                                            |
| ------- | ------ | ----------------- | ----------------- | ----------------- | ----------------- | ----------------- | ------- | ------- | ---------------------------------------------------- |
| ARI     | 2019   | 5                 | 10                | 1                 | .344              | 4º NFC West       | -       | -       | -                                                    |
| ARI     | 2020   | 8                 | 8                 | 0                 | .500              | 3º NFC West       | -       | -       | -                                                    |
| ARI     | 2021   | 11                | 6                 | 0                 | .647              | 2º NFC West       | 0       | 1       | Uscì al NFC Wild Card Game contro i Los Angeles Rams |
| ARI     | 2022   | 4                 | 13                | 0                 | .235              | 4º NFC West       | -       | -       | -                                                    |
| Totale  | Totale | 28                | 37                | 1                 | .432              |                   | 0       | 1       |                                                      |

## Palmarès
- Super Bowl : 1

New England Patriots: XXXVIII
- American Football Conference Championship: 1

New England Patriots: 2003